# Icepronav
Icepronav Engineering SRL Galați este o companie privată de proiectare, cercetare și inginerie tehnologică pentru construcții navale din România.
Din anul 2002 este membră a grupului International Contract Engineering (ICE), din Marea Britanie, care deține 98,3 % din acțiunile firmei.

## Istoric
- 1966 – Se înființează Institutul de Cercetare și Proiectare pentru Construcții Navale Galați, având la bază experiența serviciilor de proiectare existente în perioada interbelică în șantierele navale românești (în special la Șantierul Naval Galați) și a Institutului de Proiectări Navale – IPRONAV București, a cărui activitate a fost preluată de ICEPRONAV;
- 1973 – Începe etapa de dezvoltare a ICEPRONAV cuprinzând: baza de cercetare experimentală (tunel de cavitație, bazin de rezistență la înaintare, bazin de manevrabilitate și giratie, tunel de vânt);
- 1988 – Se intensifică acțiunea de introducere a sistemelor informatice (Hardware și Software) dedicate proiectării de nave (FORAN & AutoCAD). În perioada 1966 – 1989, ICEPRONAV a deținut monopolul în România în domeniul proiectării și cercetării în construcții navale. Toate navele construite în România în această perioadă au fost proiectate de ICEPRONAV, exceptând unele nave de export care s-au construit după proiectul armatorilor;
- 1992 – Se semnează contractele cu firma Kockum Computer Systems (KCS) Suedia (redenumită ulterior Tribon Systems și achiziționată de AVEVA în 2004) pentru cumpărarea licențelor de utilizare a sistemului informatic integrat de proiectare – producție și management TRIBON și pentru dreptul de agent pe teritoriul României;
- 1993 – Demarează acțiunea de introducere a sistemului TRIBON în industria navala românescă;
- 1994 – Semnarea primelor contracte de export cu pondere semnificativă în volumul de activitate (pe relația Norvegia);
- 1997 – Începerea unei colaborări ample cu ALSTOM - Chantiers de L’Atlantique, Franța (actualmente STX Europe), în proiectarea de pasagere maritime și semnarea protocolului de cooperare;
- 1998 – Semnarea primului contract de proiectare de execuție completă a unei nave pentru beneficiar extern (Hellenic Shipyards - Grecia);
- 1999 – Achiziționarea pachetului de acțiuni a ICEPRONAV (30%) de către SUTTON Engineering Ltd., U.K. de la Societatea de Investiții Financiare II Moldova și demararea procesului de privatizare de către FPS/APAPS (Statul Român) prin scoaterea la vânzare a restului de 70% din acțiuni;
- 2000 – Finalizarea procesului de privatizare prin achiziționarea pachetului de acțiuni de la APAPS de către SUTTON Engineering Ltd., U.K., și începerea programului de investiții axat în principal pe achiziționare de software și dezvoltarea rețelei integrate de proiectare. Din grupul ICE s-a desprins o nouă companie numită ICE Property Development SRL, companie care are rolul de a gestiona portofoliul imobiliar din Galați.
- 2006 -  ICEPRONAV investeste 2 milioane de euro intr-un centru de proiectare [2]. Începe procesul de implementare a sistemului integrat Charisma Enterprise și a sistemului Primavera Enterprise P3e [3].
- 2007 - Se investesc 3,5 milioane de euro cu scopul de a reabilita sediului principal, software și hardware IT de ultimă generație, implementarea unui sistem integrat de management a resurselor, menținerea certificării sistemului de management al calității prin recertificarea cu compania Bureau Veritas [4].

## Companii membre gruplui ICE
Următoarele companii sunt membre ale grupui ICE .
- ICE HOLDINGS Ltd - Isle of Man, Marea Britanie
- International Contract Engineering Ltd - Isle of Man, Marea Britanie
- ICE Engineering Services UK Ltd - Glasgow, Marea Britanie
- International Contract Engineering AS - Bergen, Norvegia
- International Contract Engineering AS - Oslo, Norvegia
- ICE Engineering Services UK Ltd - Glasgow, Marea Britanie
- International Contract Engineering Canada Ltd - Alberta, Canada
- International Contract Engineering SRL Chișinău Ltd - Chișinău, Republica Moldova
- Icepronav SA- Galați, România
- Icepronav Engineering SRL - Galați, România

## Clienți
ICE are o bază largă de clienți care provin în principal din 3 sectoare de activitate, și anume:
- industria de apărare,
- industria de construcții nave comerciale și
- industria de exploatare petrol și gaze naturale.